# Projeção cônica equidistante meridiana

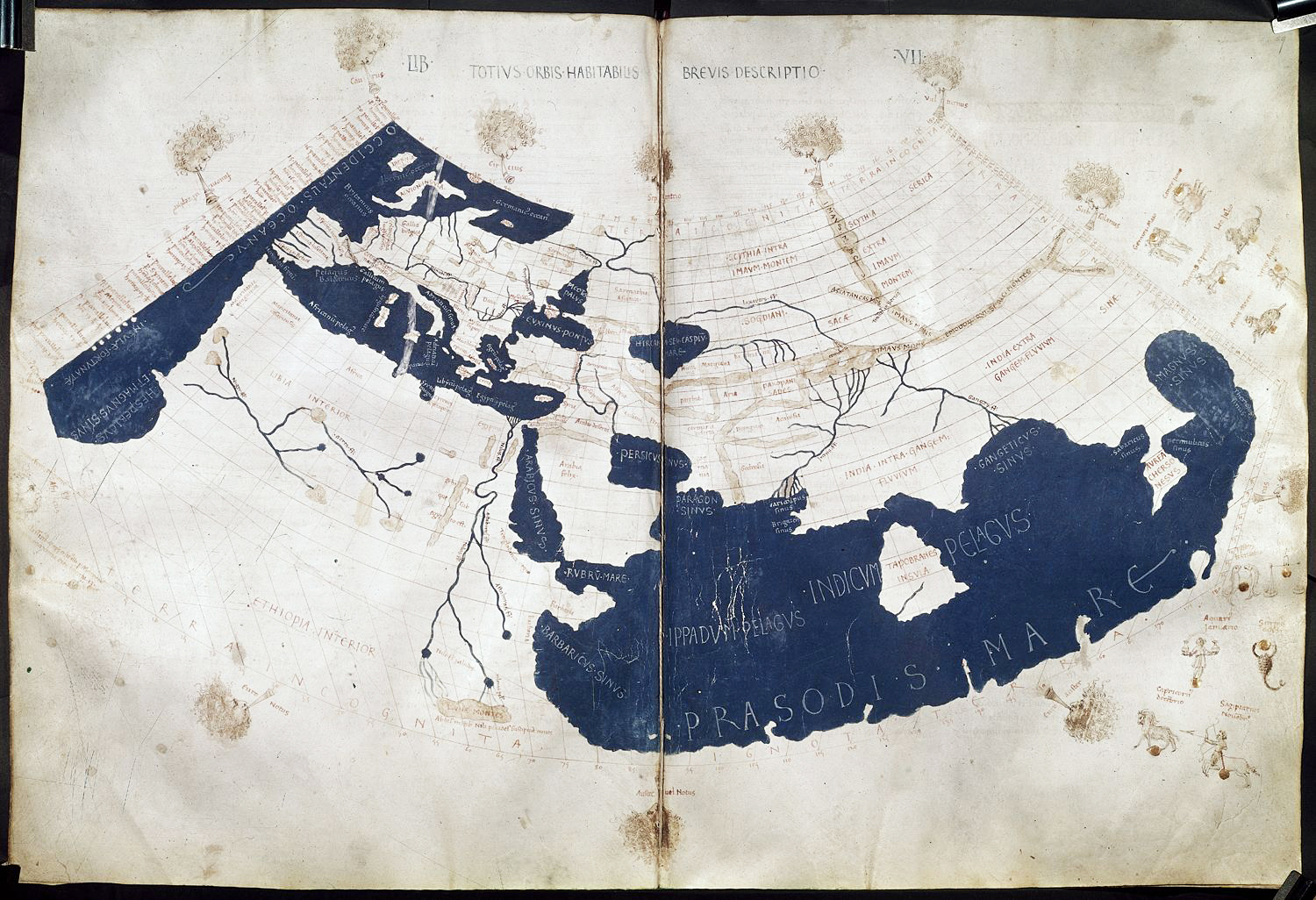
O mapa de Ptolemeu, reconstituído da sua obra Geographia (ca. 150 d.C.), indicando as nações "Serica" e "Sinae" (China) à direita, além da ilha Taprobana (Sri Lanka) e a "Aurea Chersonesus" (península do Sueste Asiático). Este mapa usa a projeção cônica equidistante meridiana.

A projeção cônica equidistante meridiana é a projeção cônica na qual as distâncias ao longo dos meridianos são representadas em escala constante, na mesma escala em que é representado o paralelo central da projeção.
Esta projeção foi desenvolvida por Cláudio Ptolomeu.